# Драка (фильм)
«Драка» (англ. Knockabout, иер. трад. 雜家小子, упр. 杂家小子, кант.-рус.: Чап ка сиу чи) — гонконгский фильм с боевыми искусствами 1979 года. Режиссёром выступил Саммо Хун, сценарий написали Лау Тхиньчхи и Вон Кхайкэй. Главные роли исполнили Юань Бяо, Саммо Хун, Лау Кавин и Лён Каянь.

## Сюжет
Однажды два брата, И Поу и Тай Поу, оказываются обманутыми Старым Лисом, после попытки подставить его с целью получить прибыль. Братья пытаются разобраться с ним, чтобы вернуть свои деньги, но проигрывают, и поэтому просят Лиса обучать их боевым искусствам в надежде стать лучшими бойцами в городе. Превзойдя боевые навыки «простых людей», И Поу вскоре узнаёт, что его учитель - беглый убийца. Когда Лис понимает, что его личность раскрыта, он предпринимает попытку устранить И Поу, но Тай Поу блокирует смертельный удар и погибает на месте. И Поу сбегает и раздумывает, как отомстить за брата. Парень натыкается на толстого нищего и, увидев его мастерству кунг-фу, просит стать нищего новым учителем. После длительных тренировок, нищий просит И Поу пойти и принести вина. Идя обратно с вином, И Поу видит убийцу брата и дерётся с ним, но боевых навыков парня недостаточно, чтобы победить. Нищий и И Поу объединяются, используя стиль кунг-фу обезьяны, против стиля змеи Лиса. Переместившись из винного магазина, нищий и И Поу побеждают Лиса, убив его с помощью шипов лозы.

## В ролях
| Актёр        | Роль                   |
| ------------ | ---------------------- |
| Юань Бяо     | И Поу                  |
| Саммо Хун    | нищий                  |
| Лау Кавин    | Ку Моутоу / Старый Лис |
| Лён Каянь    | Тай Поу                |
| Ван Гуанъюй  | сват                   |
| Лэй Хойсан   | художник               |
| Карл Мака    | капитан                |
| Лау Тхиньчхи | отец банкира           |
| Марс         | Тигр                   |

## Съёмочная группа
- Компания: Golden Harvest
- Продюсер: Рэймонд Чоу
- Режиссёр: Саммо Хун
- Сценарист: Лау Тхиньчхи[кит.], Вон Кхайкэй
- Ассистент режиссёра: Чю Ятхун[кит.]
- Постановка боевых сцен: Саммо Хун, Билли Чань, Лам Чинъин
- Художник: Мак Во, Лён Пхин
- Монтаж: Питер Чён
- Оператор: Рики Лау
- Дизайнер по костюмам: Чю Синхэй
- Грим: Чань Куокхун
- Композитор: Фрэнки Чань[англ.]